# Епархия Оббы
Епархия Оббы (лат. Dioecesis Obbensis) — титулярная епархия Римско-Католической церкви.

## История
Античный город Обба (сегодня — город Абба-Хусур в Тунисе) находился в римской провинции Африка и с III по VI век был центром одноимённой христианской епархии, которая входила в Карфагенскую митрополию.
С 1898 года епархия Оббы является титулярной епархией Римско-Католической церкви.

## Епископы
- епископ Павел (упоминается в 255 году);
- епископ Фелициссим (упоминается в 411 году) — последователь донатизма;
- епископ Валериан (упоминается в 553 году).

## Титулярные епископы
- епископ François-Xavier Corbet (Corbey) C.S.Sp.[1] (5.07.1989 — 26.07.1914);
- епископ Léon-Charles-Joseph Girod C.S.Sp. (13.01.1915 — 13.12.1919);
- епископ Domenico Comin S.D.B. (5.03.1920 — 17.08.1963);
- епископ Иосиф Кхиамсун Ниттайо (13.09.1963 — 18.12.1965) — назначен архиепископом Бангкока;
- епископ Jaime Lachica Sin (10.12.1967 — 15.01.1972);
- епископ Erwin Hecht O.M.I. (3.02.1972 — 1.07.1974) — назначен епископом Кимберли;
- епископ Alberto Giraldo Jaramillo P.S.S. (8.08.1974 — 26.04.1977) — назначен епископом Чикинквиры;
- епископ Protacio G. Gungon (8.07.1977 — 24.01.1983) — назначен епископом Антиполо;
- епископ George Patrick Ziemann (23.12.1986 — 14.07.1992) — назначен епископом Санта-Розы;
- епископ José Eduardo Velásquez Tarazona (15.03.1994 — 1.07.2000);
- епископ Gustavo Rodríguez Vega (27.06.2001 — 8.10.2008) — назначен епископом Нуэво-Ларедо;
- епископ Уильям Джозеф Тобин C.SS.R. (2.08.2010 — 18.10.2012) — назначен архиепископом Индианаполиса.

## Источник
- Annuario Pontificio, Libreria Editrice Vaticana, Città del Vaticano, 2003, стр. 872, ISBN 88-209-7422-3
- Pius Bonifacius Gams, Series episcoporum Ecclesiae Catholicae, Leipzig 1931, стр. 467  (лат.)
- Stefano Antonio Morcelli, Africa christiana, Volume I, Brescia 1816, стр. 248  (лат.)
- J. Mesnage, L’Afrique chrétienne, Paris 1912, стр. 63  (фр.)